# 呼和托哈种畜场
呼和托哈种畜场，是中华人民共和国新疆维吾尔自治区博尔塔拉蒙古自治州温泉县下辖的一个乡镇级行政单位。

## 行政区划
呼和托哈种畜场下辖以下地区：
道特尔布呼农业队、浩尤尔陶勒哈农业队、扎肯布拉格农业队、新布呼农业队、塔布勒哈特农业队、嘎扎布呼农业队、查干屯格农业队、喇明布呼农业队、鄂木斯特牧业队、奇其尔根特布呼牧业队、确肯布拉格牧业队、新布呼牧业队、乔音布拉格饲料队和呼和托哈农业队。